# Brewster (Washington)
Brewster és una població dels Estats Units a l'estat de Washington. Segons el cens del 2000 tenia 2.189 habitants.

## Demografia
Segons el cens del 2000, Brewster tenia 2.189 habitants, 662 habitatges, i 485 famílies. La densitat de població era de 704,3 habitants per km².
Dels 662 habitatges en un 49,2% hi vivien nens de menys de 18 anys, en un 53,3% hi vivien parelles casades, en un 13,6% dones solteres, i en un 26,6% no eren unitats familiars. En el 23,4% dels habitatges hi vivien persones soles el 14,8% de les quals corresponia a persones de 65 anys o més que vivien soles. El nombre mitjà de persones vivint en cada habitatge era de 3,23 i el nombre mitjà de persones que vivien en cada família era de 3,8.
Per edats la població es repartia de la següent manera: un 35,3% tenia menys de 18 anys, un 11,7% entre 18 i 24, un 26,7% entre 25 i 44, un 14,6% de 45 a 60 i un 11,7% 65 anys o més.
L'edat mediana era de 27 anys. Per cada 100 dones de 18 o més anys hi havia 90,2 homes.
La renda mediana per habitatge era de 21.556 $ i la renda mediana per família de 22.381 $. Els homes tenien una renda mediana de 15.652 $ mentre que les dones 16.154 $. La renda per capita de la població era de 9.555 $. Aproximadament el 29,1% de les famílies i el 31,7% de la població estaven per davall del llindar de pobresa.

## Poblacions properes
El següent diagrama mostra les poblacions més properes.